# 桑达斯基 (俄亥俄州)
桑达斯基（Sandusky）位于美国俄亥俄州北部伊利湖畔，是伊利县的县治。